# Мелоні Діаз
Мелоні Діаз (англ. Melonie Diaz; (25 квітня 1984 , Нью-Йорк, Нью-Йорк )) — американська акторка. Найбільшу популярність їй принесли ролі у фільмах «Як впізнати своїх святих» (2006), «Станція Фрутвейл» (2013) та серіалі «Чародійки» (2018—2022).

## Життєпис
Мелоні зростала разом зі своєю старшою сестрою на Нижньому Іст-Сайді. Їхні батьки мають пуерто-риканське походження. Мелоні закінчила школу мистецтв Нью-Йоркського університету.
Почала кар'єру актриси у 2001 році, знявшись у фільмі « Шкереберть». Зіграла у більш ніж 40 фільмах та телесеріалах .

## Особисте життя
У липні 2019 року побралася з актором Октавіо Дженера. У червні 2020 року пара одружилася. У червні 2021 року в подружжя народилася донька.

## Вибрана фільмографія
| Рік       |   | Українська назва              | Оригінальна назва                        | Роль              |
| --------- | - | ----------------------------- | ---------------------------------------- | ----------------- |
| 2001      | ф | Шкереберть                    | Double Whammy                            | Мерібелль Бенітес |
| 2002      | ф | Юність Віктора Варгаса        | Raising Victor Vargas                    | Мелоні            |
| 2003      | с | Закон і порядок               | Law & Order                              | Беттіна           |
| 2005      | ф | Королі Догтауна               | Lords of Dogtown                         | Бланка            |
| 2006      | ф | Як впізнати своїх святих      | A Guide to Recognizing Your Saints       | молода Лорі       |
| 2007      | ф | Відчуй ритм                   | Feel the Noise                           | Мімі              |
| 2008      | ф | Убивство шкільного президента | Assassination of a High School President | Клер Діас         |
| 2008      | ф | Перемотка                     | Be Kind Rewind                           | Альма             |
| 2008      | ф | Американський син             | American Son                             | Кристина          |
| 2010      | с | Частини тіла                  | Nip/Tuck                                 | Рамона Перез      |
| 2010      | с | CSI: Маямі                    | CSI: Miami                               | Івонн Ернандес    |
| 2011      | с | В полі зору                   | Person of Interest                       | Паула Васкес      |
| 2013      | ф | Станція Фрутвейл              | Fruitvale Station                        | Софіна            |
| 2014      | ф | Швець                         | The Cobbler                              | Кармен            |
| 2016      | ф | Експеримент «Офіс»            | The Belko Experiment                     | Дені Уїлкінс      |
| 2017      | с | Кімната 104                   | Room 104                                 | Мег               |
| 2017      | с | Елементарно                   | Elementary                               | Таня              |
| 2018      | ф | Небезпечний бізнес            | Gringo                                   | Міа               |
| 2018      | ф | Перша чистка                  | The First Purge                          | Джуані            |
| 2018—2022 | с | Зачаровані                    | Charmed                                  | Мел Віра          |
| 2025      | ф | Покрівельник                  | Roofman                                  |                   |

## Нагороди та номінації
| Рік  | Нагорода           | Категорія                                         | Робота                        | Результат |
| ---- | ------------------ | ------------------------------------------------- | ----------------------------- | --------- |
| 2007 | Незалежний дух     | Найкраща жіноча роль другого плану                | Як дізнатися про своїх святих | Номінація |
| 2014 | Незалежний дух     | Найкраща жіноча роль другого плану                | Станція «Фрутвейл»            | Номінація |
| 2014 | Black Reel Awards  | Найкраща жіноча роль другого плану                | Станція «Фрутвейл»            | Номінація |
| 2014 | Black Reel Awards  | Найкращий жіночий прорив                          | Станція «Фрутвейл»            | Номінація |
| 2018 | Imagen Awards      | Найкраща телевізійна актриса другого плану        | Кімната 104                   | Номінація |
| 2019 | Teen Choice Awards | Актриса телебачення: Фентезі / Наукова фантастика | Зачаровані                    | Номінація |